# Mariano D'Amelio
Il Conte Mariano D'Amelio (Napoli, 4 novembre 1871 – Roma, 19 novembre 1943) è stato un magistrato e politico italiano, primo presidente della Corte suprema di cassazione dal 1923 al 1941 e dal 1924 Senatore del Regno.

## Biografia
Figlio di Camillo e di Luisa Manganelli, è uditore giudiziario presso la Corte d'appello della sua città già nel 1893, passando poi ai tribunali di Lagonegro, Isernia ed infine a Roma.
Il fratello del padre, Antonio, sacerdote fondò il periodico napoletano La Scienza e la fede. Il fratello maggiore, Salvatore D'Amelio, fu, tra l'altro, primo presidente della corte d'appello dell'Aquila; anche il fratello Gaetano fu magistrato e raggiunse il grado di procuratore generale di corte d'appello. Sposò Maria Goldmann, una delle figlie del politico Cesare Goldmann.
In rapporti con il governatore dell'Eritrea italiana Ferdinando Martini, tra il 1899 ed il 1905 è giudice e poi presidente del tribunale di Massaua, divenendo infine presidente del Tribunale d'appello della colonia.
Rientrato a Roma, è capo di gabinetto del ministero di Grazia e Giustizia fino al 1911, quando diventa Direttore generale del ministero delle colonie (1911-1912).
Viene nominato consigliere di cassazione per poi dedicarsi prevalentemente all'attività di dirigente di massimo livello di vari ministeri e della stessa presidenza del Consiglio, dove guida l'ufficio legislativo (1916-1918).
Nel 1918 fa parte della delegazione italiana alla Conferenza della pace di Parigi, che pose fine alla prima guerra mondiale; assume, nello stesso anno, la segreteria generale della Commissione per il dopoguerra. Fra il 1920 ed il 1922, è procuratore generale delle Corti d'appello di varie città italiane e per ultimo Presidente della Corte di appello di Casale Monferrato.
Dal 15 ottobre 1923 è primo presidente della Corte suprema di cassazione unificata da Mussolini. Restò presidente della suprema corte fino al 1941.
Nel 1924 ricevette la nomina regia di senatore del Regno, e, a Palazzo Madama, fu anche vicepresidente dal 1929 al 1934.
Membro della Società geografica italiana dal 1927 e accademico dei Lincei dal 1932, sarà anche presidente dell'Istituto internazionale per l'unificazione del diritto privato (UNIDROIT) e della Società italiana per il progresso delle scienze.
In ambito giudiziario, ricoprirà altresì gli incarichi di presidente del Consiglio superiore della magistratura e della Suprema corte disciplinare del CSM.
Aveva il titolo nobiliare di conte.

## Memoria postuma
Il nome di Mariano D'Amelio ricorre nella storia d'Italia anche in maniera del tutto estranea alla sua illustre biografia in quanto indissolubilmente legato a quello della strage di via D'Amelio. All'antico collega napoletano è infatti dedicata la via di Palermo nella quale, il 19 luglio 1992, perse la vita, assieme a cinque agenti della sua scorta, il magistrato Paolo Borsellino, vittima di un attentato di stampo mafioso-terroristico.
Anche a Napoli, nel quartiere Arenella dove il magistrato nacque, c'è una via a lui intitolata.
A Roma la via intitolata al magistrato si trova nel quartiere Aurelio in un vasto settore dedicato a storici giureconsulti e magistrati.